# جنرال اتمیکس ام‌کیو-۱سی گری ایگل
جنرال اتمیکس ام‌کیو-۱سی گری ایگل (که قبلاً با نام‌های جنگجو و همچنین جنگجوی آسمان و ERMP یا دامنه وسیع چند منظوره نیز نامیده می شد)  یک سامانه هواپیمای بدون سرنشین (UAS) ارتفاع متوسط-مدت بالا (MALE) است. این هواپیما توسط شرکتجنرال اتمیکس اروناتیکال سیستمز برای ارتش ایالات متحده به عنوان نسخه ارتقاء یافته‌ای از جنرال اتمیکس ام‌کیو-۱ پرداتور، توسعه یافته است.

## مشخصات فنی
داده‌ها از General Atomics Aeronautical Systems Gray Eagle.
ویژگی‌های عمومی
- خدمه: بدون سرنشین
- ظرفیت: ۳۶۰ کیلوگرم (۸۰۰ پوند)
- طول: ۲۸ فوت ۰ اینچ (۸٫۵۳ متر)
- پهنای بال: ۵۶ فوت ۰ اینچ (۱۷ متر)
- ارتفاع: ۶ فوت ۱۱ اینچ (۲٫۱ متر)
- بیشترین وزن برخاست: ۳٬۶۰۰ پوند (۱٬۶۳۳ کیلوگرم)
- پیشرانه: ۱ عدد  Thielert Centurion 1.7 موتور سوخت سنگین, ۱۶۵ اسب بخار (۱۲۳ کیلووات)

عملکرد
- حداکثر سرعت: ۱۶۷ گره (۱۹۲ مایل بر ساعت، ۳۰۹ کیلومتر بر ساعت)
- مداومت پروازی: ۲۵ ساعت
- حداکثر ارتفاع: ۲۹٬۰۰۰ فوت (۸٬۸۳۹٫۲ متر)

تسلیحات

- آویزگاه‌های حمل سلاح: ۴
- موشک‌ها: ۴ × ای‌جی‌ام-۱۱۴ هل‌فایر یا ۸ × AIM-92 Stinger
- بمب‌ها: ۴ × GBU-44/B Viper Strike[۵]

اویونیکس

- AN/ZPY-1 STARLite Radar[۶]